# 有性生殖
有性生殖（ゆうせいせいしょく、英: sexual reproduction）とは、2つの個体間あるいは細胞間で全ゲノムに及ぶDNAの交換を行うことにより、両親とは異なる遺伝子型個体を生産するものである。対義語として、遺伝子のやり取りをすること無く生殖を行う無性生殖という方式がある。

## 概要
通常は配偶子を形成し、それが接合する過程のことを指す。ちなみに自家受精は個体間でゲノムDNAをやりとりしないが、同一個体の別細胞間ではやりとりしているので通常は有性生殖とみなす。ただし、繊毛虫など単細胞生物における自家受精は同一細胞内で再融合が起こるため、細胞間でゲノムＤＮＡのやりとりは行われていない。このため本質的には多細胞生物における自家受精と同じであるが、有性生殖には含めないことが多い。有性生殖は真核細胞生物では普遍的に認められ、細菌でも発見されているが、古細菌では今のところ認められていない。ウイルスでは同一細胞に近縁ウイルスが同時感染した場合、全ゲノムに及ぶDNAの交換が起こった子ウイルスが生産されることがあることが知られている。しかし、これもウイルスには細胞はなく通常は生物ではないともされるため通常は有性生殖とはみなさない。
種によっては有性生殖専門の細胞を生産する。有性生殖に関与する生殖細胞のうち、次世代につながるゲノムDNAのやりとりに直接関わる細胞を配偶子という。ヒトのような動物の場合、配偶子は卵と精子であり、その融合は受精と呼ばれる。菌類や植物(植物の性)では、受精と同義で接合（配偶子接合）が用いられる事もある。
受精や接合の結果生じた細胞は接合子と呼ばれる。
一般的には、ある生物集団に属する性成熟した個体が相対的に小さな配偶子を生産する場合を「雄」、大きな配偶子を生産する場合を「雌」、双方の配偶子を同一個体が生産する場合を雌雄同体という。雌雄別のある生物種でも環境・個体の大きさ・齢などにより雌・雄・雌雄同体を変更するものがある（性転換）。
動植物には雌雄の別があり、動物は一般的に雌雄異体で雌雄同体(カタツムリ・ミミズなど)は少数派である。植物（陸上緑色植物）は一般的に雌雄同体であるが雌雄異体(イチョウ・ゼニゴケなど)も多い。菌類では大小の配偶子を生産する種も、配偶子の大きさに差がない種も、通常の細胞が接合（体細胞接合）する種も認められる。多くの原生動物・細菌では配偶子を造らず、通常の細胞が遺伝子交換を行う(接合と言われることが多い)。大小の配偶子を生産しない種では、有性生殖を行うつまり性はあるが、雌雄の別（性別）はないことになる。
なお、動物・植物以外では有性生殖は個体数の増加(増殖)とは直接は関係しないことが多い。シダ類やアブラムシの一部など、動植物に属する生物種にも有性生殖と増殖が直接は関係しないものがある。シダ類の前葉体の多くは1個体しか受精後の2n世代を造らない。アブラムシの一部種の雌は有性生殖時に生涯に1つしか卵を生産せず、雄の存在を考えると個体数は減少する。これらの生物では個体数の増加は無性的に行われる。

## 有性生殖の意義
有性生殖では、2つの生殖細胞（精子と卵子）の接合によって両者の遺伝子が組み替えられ、新たな遺伝子の組み合わせを持つ個体が生じる。接合の前（配偶子を生産する場合はその形成時）には減数分裂が行われ、染色体の選択が生じ、配偶子の遺伝子型は多様なものとなる。その配偶子の組み合わせで生じる接合子はさらに多様な遺伝子の組み合わせを持つことになる。これを担保するため、自ら及び近縁個体の配偶子を排除するためのシステムとして自家不和合性を持つ種がある。このような過程を経て、生物の多様性を生み、ひいては進化をもたらすのが有性生殖の意味であると考えられている。これに関する仮説は後述する。

## 配偶子
接合を行う生殖細胞を配偶子と呼ぶ。互いに接合する配偶子が同型の場合を同型配偶子接合と呼び、緑藻類などに見られる。
配偶子の大きさが異なるものは異形配偶子と呼び、大きな配偶子を雌性配偶子、小さな配偶子を雄性配偶子という。一般に雌性配偶子は大型で運動性を持たず、反対に雄性配偶子は小型で運動性を備える。多くの動物に見られる精子と卵とはその代表例である。卵と精子でない異型配偶子で生殖する生物には海藻のアオサなどがある。また配偶子が独立せず、配偶子のう内にあるまま、配偶子のうが接合を行う例もある（配偶子嚢接合）。

## 生活環と有性生殖
通常、有性生殖とは配偶子を形成し、それが接合する過程を指す。動物の場合、配偶子形成の時に減数分裂を行うので、遺伝子の組み換えにかかる現象は連続して起こる。しかし植物や藻類、菌類では、接合と減数分裂が生活環中の離れた過程で起きる例が少なくない。例えば世代交代があるシダ植物では、減数分裂による胞子形成が無性生殖として扱われる場合があるが、これは配偶体世代の有性生殖に続く重要な段階であり、その意味では有性生殖の一部である。菌類では、これに無性生殖を含むさらに複雑な生活環が見られるため、減数分裂や接合を含む一連の円環を有性生活環（teleomorph、テレオモルフ）と呼び、無性生活環（anamorph、アナモルフ）と区別している。

## 菌類の有性生殖
菌類の場合、減数分裂による胞子形成のことを、有性生殖と呼ぶ場合がある。子のう菌の子のう胞子、担子菌の担子胞子は、いずれも2核の融合後、その核が減数分裂することによって形成される。また、それらの胞子は単独で発芽して菌糸体を形成する。これらの菌群では、接合は特に分化した器官ではなく、菌糸など普通の体細胞の接合によって起きる。

## 藻類・原生動物の有性生殖
接合が行われても、個体数が増えない場合や、新たな個体を生じない場合もある。単細胞生物の場合、特に新たな配偶子を生じず、その細胞がそのままに接合を行なう例があり、その場合には当然ながら2個体から1個の接合子を生じる。ケイソウでは、細胞内で減数分裂を行い、その後に接合して新たな個体が作られる。ゾウリムシやテトラヒメナなど繊毛虫の場合、小核（生殖核）が減数分裂を行って、接合した相手とそれを交換し、それぞれの細胞内で小核が再構成される。この場合、核の遺伝子組成は変化するが、個体の増加を伴わない。繊毛虫や一部の太陽虫は減数分裂は行うが、同一細胞内で再融合が起こり、ゲノムDNAの交換を行わないことがある（オートガミー）。オートガミーは有性生殖に含めないことが多い。

## 有性生殖のコストとパラドックス
有性生殖と比較して、（少なくとも）短期的には無性生殖の方が有利な繁殖方法とされる。すなわち、個体数と繁殖スピードが同じ個体群なら、子供を生まない雄がいる個体群よりも、子供を生む個体ばかりの個体群の方が繁殖速度が大きい。例えば雌雄が1：1である集団の場合、無性生殖による繁殖速度は有性生殖の2倍となる。また、異性を探し回る、交尾をするなどの繁殖行動には時間や体力が必要である上、交尾中は無防備である。それどころか動植物以外の生物では、多くの場合において有性生殖は個体数の増加とは直接関係しない。
有性生殖は個体数の増加や個体の成長には直接結びつかないにもかかわらず、上で述べたように必要な資源を消費する事は明らかである（※これを指して「有性生殖のコスト」と言うことがある）。このように多大なコストがかかるにも関わらず、多くの生物は有性生殖を行う。これは有性生殖のパラドックスと呼ばれている。この事実は生物学者を悩ませ続けているが、このパラドックスと有性生殖の進化を説明する代表的な仮説を以下で紹介していく。よく見逃されるが注意が必要な点として、これらの理論は「性（遺伝子の定期的な交換）」の存在はよく説明しているものの、性別（雌雄）の存在は説明していないことに注意を払う必要がある。上記の性の2倍のコスト、つまり繁殖に限定的な関与しかない「雄」の存在を説明するものではない。ちなみに、雌雄別が主流な生物群は動物のみであり、他の生物群では雌雄同体（同一個体が大小2種類の配偶子をつくる）ないしは性差がない（配偶子の大きさがほとんど変わらない）が主流である。

### マラーのラチェット
「無性生殖では有害遺伝子が徐々に蓄積していき、いつかは生殖や繁殖に支障をきたすに至る」という理論。ハーマン・J・マラーとロナルド・フィッシャーにより提唱された。
有害遺伝子を0〜x個持つ個体が入り混じった生物集団を仮定する。無性生殖を行う個体群では、有害遺伝子が生じても、遺伝子の組み換えが起こらない無性生殖では取り除かれない。ここで有害遺伝子0個の個体が偶然に絶滅した場合、最小の有害遺伝子数は1個となる。さらに有害遺伝子を1個持つ個体が偶然に絶滅すれば、最小の有害遺伝子数は2個となる。このように、徐々に有害遺伝子数の最小値が大きくなっていくと、ある集団における有害遺伝子の比率が徐々に大きくなる。
有害遺伝子が蓄積されていくと、一つの効果は小さくても、遺伝子の組み合わせによっては、生存や繁殖に支障をきたす可能性がある。当然、集団内における有害遺伝子の割合が高まれば、そういった組み合わせが出来上がる可能性も高まる。
しかしこの説に関しては、有害遺伝子を持つ個体の方が淘汰を受けやすい為に、そもそも有害遺伝子は集団から排除される傾向にあり、従って有性生殖の必要性を説くには不十分である、などの反論もある。
ラチェットとはテニスのネットを巻き上げる際にも使われる機構のことだが、有害遺伝子蓄積の一方通行性を示す表現としてマラーの「ラチェット」と呼ばれる。有性生殖は、ラチェットでいえば巻き上げ過ぎた時に緩めるための機構にあたり、遺伝子組み換えにより有害遺伝子の不可逆的な蓄積を防ぐ。これが、この考えを根拠にした有性生殖の意義である。
- Muller's Ratchet

### コンドラショフの効果

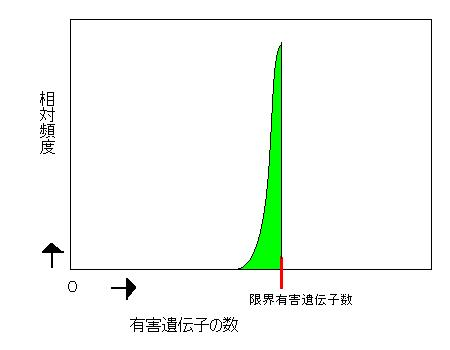
無性生殖する集団における、有害遺伝子の出現頻度と数を概念図にしたもの。多くの個体は、限界有害遺伝子数の一歩手前で留まる。

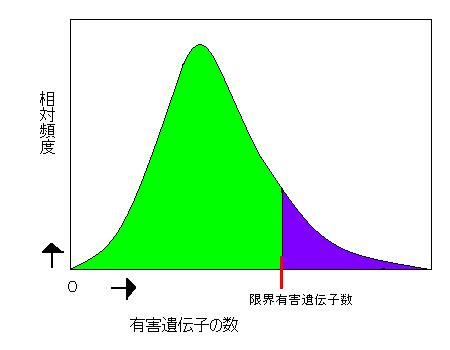
有性生殖する集団における、有害遺伝子の出現頻度と数を概念図にしたもの 。遺伝子が攪拌されるため、有害遺伝子を持つ数には、無性生殖より個体差がある。また、稀に、有害遺伝子を限界数を超えて多く持つ個体（紫で図示した範囲内の個体たち）が現れるが、それらはすぐに死んでしまう。そのため、結果的には多くの有害遺伝子が取り除かれることになる。

「多くの生物は有害遺伝子を一定数未満持っていても問題はないが、ある一定数を超えると急に悪影響が出る。また、一個体が持つ有害遺伝子の数が一定値を超えると、個体は生存不可能になる場合もある」という考えに基づく理論。コンドラショフにより提唱された。
無性生殖で増える集団において、全ての個体が限界より一つ少ない有害遺伝子を持っているとすれば、あと一回の悪性な突然変異を起こした個体は死ぬことになる。従って、無性生殖における新たな悪性の突然変異で死亡する割合（突然変異荷重）は、全ての遺伝子座のいずれかに悪性の突然変異が生じる確率と等しい。
有性生殖の場合は、こまめに遺伝子を組み替えているため、「限界の一歩手前」で止まっている個体は無性生殖よりはるかに少ないと考えられる。そのため、突然変異荷重は無性生殖を行う場合より小さい。有性生殖では、限界値より少ない有害遺伝子を持つ親同士の交配でも、限界値を大きく上回る有害遺伝子数を持つ子供ができる場合もある。その子供が死んだ場合は、多くの有害遺伝子が集団内から取り除かれるということになる。このような作用の為、無性生殖に比べて有害遺伝子が集団内に蓄積しにくい。
実際に、有害遺伝子が複数ある場合、相互作用によってお互いの有害効果を強め合い、個体を死亡させる例が知られている。無性生殖は親と同じ遺伝子が次世代に継承されるが、突然変異により有害遺伝子が発生した場合、これが次世代以降に引き継がれていくことになる。有害遺伝子の蓄積が続けば、あるとき突然に多くの個体が生存不可能な値に達し、集団が壊滅的な打撃を被る可能性がある。それを防ぐために、有性生殖による遺伝子の組み換えが有効であるとするのが、この仮説が説く有性生殖の意義である。

### 環境に適応するスピード

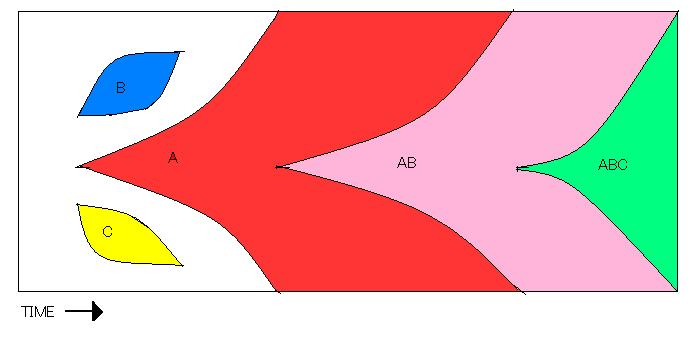
突然変異で生じた適応的な遺伝子が広まる様子。無性生殖では、個別に発生した適応的な遺伝子が、一個体に集まる機会が無い。適応的な遺伝子が広まるには、突然変異が何度も起きるか、一度で同時に起きるか、という稀にしか起きない偶発的な要素が必要。

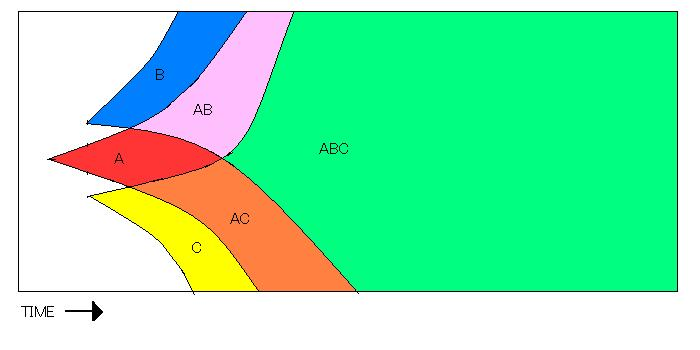
突然変異で生じた適応的な遺伝子が広まる様子。有性生殖では生殖のたびに遺伝子の攪拌があるため、個別に発生した適応的な遺伝子を持つ個体が出会って、複数の適応的な遺伝子を持つ次世代の個体が生じる可能性が高まる。

「遺伝子の攪拌がある有性生殖の方が、環境に適応するスピードが速い」とする意見で、有性生殖の意義を生物の環境に対する適応から考えた説の一つ。マラーのラチェットと同様、ハーマン・J・マラーとロナルド・フィッシャーが提唱した仮説である。
例えば、突然変異によって生じる生存上有利な遺伝子A、B、C（全て対立遺伝子）を仮定する。
無性生殖では、環境に適した突然変異が集団内に現れた場合、その遺伝子の拡散は個体の拡散（増殖）と同義である。3種の突然変異が別々に生じた場合には、各種の突然変異個体が独立に拡散する。ある個体がA・B・C全ての変異を併せ持つには、これらを一度に得るか、世代を経る中で段階的に獲得される必要がある。突然変異は稀な現象であり、いずれの確率も低い。
有性生殖では、遺伝子の組み換えが生殖の度に起こる為、突然変異で生じた適応的な遺伝子も混ざりやすい。Aを持つ個体がBを持つ個体と交配すれば、次の世代にはABを持った個体が現れる。このように、有性生殖では遺伝子の攪拌が起こるため、有利な遺伝子が揃う確率も高くなり、また、揃うまでの時間も短い。

### 赤の女王仮説
「病原体への抵抗力をつけるために、有性生殖による世代交代と遺伝子の更新が必要」という説。有性生殖により集団内の遺伝子を常に組み替え、手段の多様性を増していかないと、病原体とのいたちごっこに負けてしまうという考えに基づく。詳しくは赤の女王仮説を参照。

### 有性生殖に関する実験
ゴミムシダマシ科甲虫の研究において性淘汰によって得られた個体が非常に耐性が強いという実験結果が得られた。